# Volksrod
Pour les articles homonymes, voir Volkswagen, Rod et Hot rod (homonymie).
Un Volksrod est un Tuning Hot rod à base de Volkswagen Coccinelle, inspiré des Buggy et de la Kustom Kulture américaine des années 1930 aux années 1950.

## Histoire
La Volkswagen Coccinelle et son célèbre moteur à plat 4 cylindres Porsche, conçus par Ferdinand Porsche (1875-1951) dans les années 1930, est vendue à plus de 21 millions d'exemplaires en 65 ans de carrière (1938 et 2003).

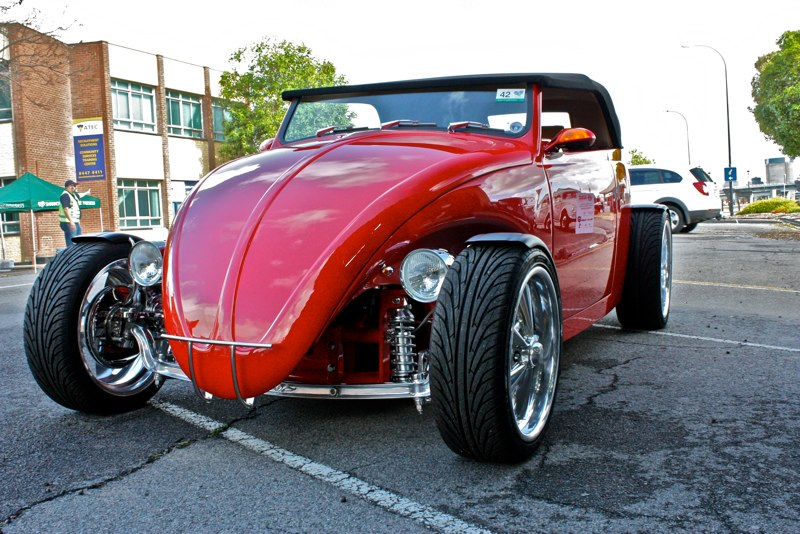
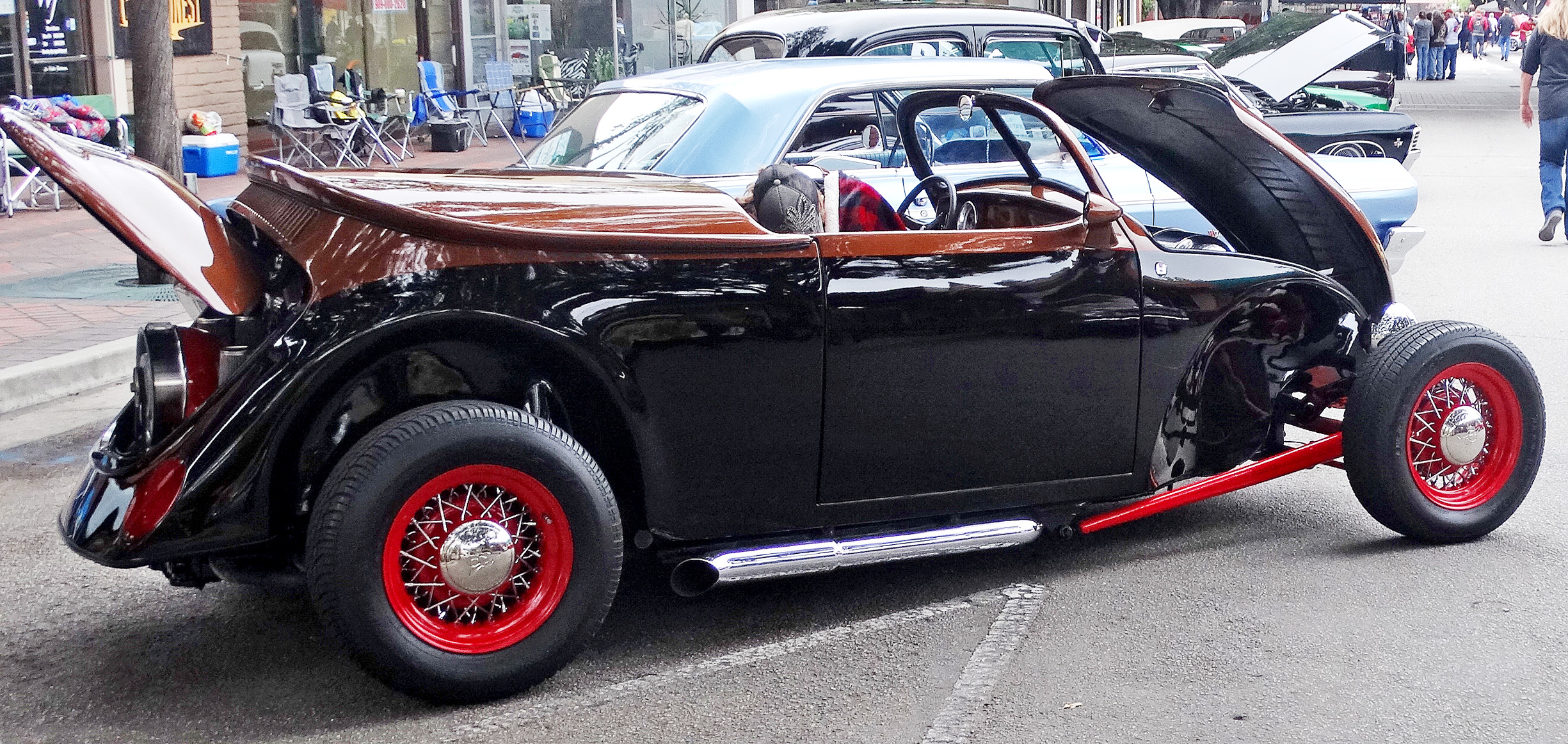
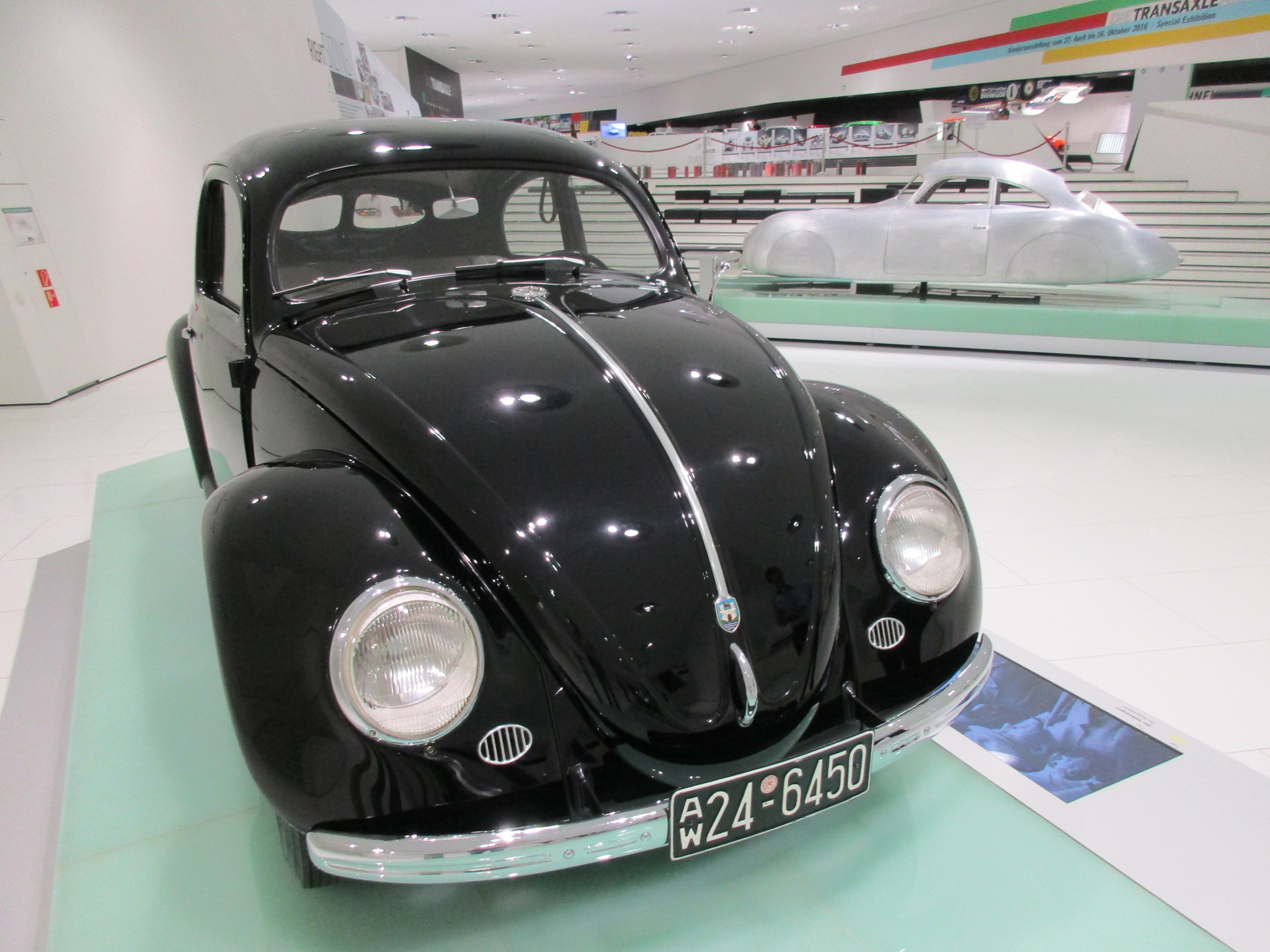
Volkswagen Coccinelle de 1938 (Porsche Museum)

Voiture populaire très répandue, réputée robuste, à faible prix, elle est l'alternative allemande / européenne de prédilection, pour les restaurateurs et préparateurs automobile de Tuning Hot rod, aux premières Ford T, Ford A, et Ford B des Hot rod américains d’après-guerre. 

## Modifications
Généralement, les Volksrods sont dépouillés et allégés au maximum (capot, coffre, ailes, jupes avant et arrière, par choc...), abaissés des amortisseurs, ajout de jantes et de chromes, peinture métallisée, intérieur réaménagé (tableau de bord, siège... ), toit abaissé, moteur échangé pour une plus grosse cylindrée...

Quelques modèles
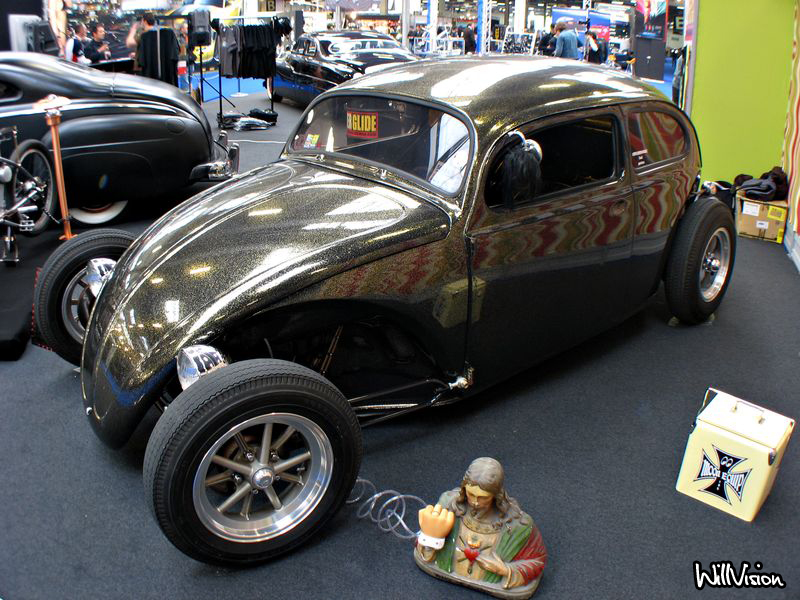
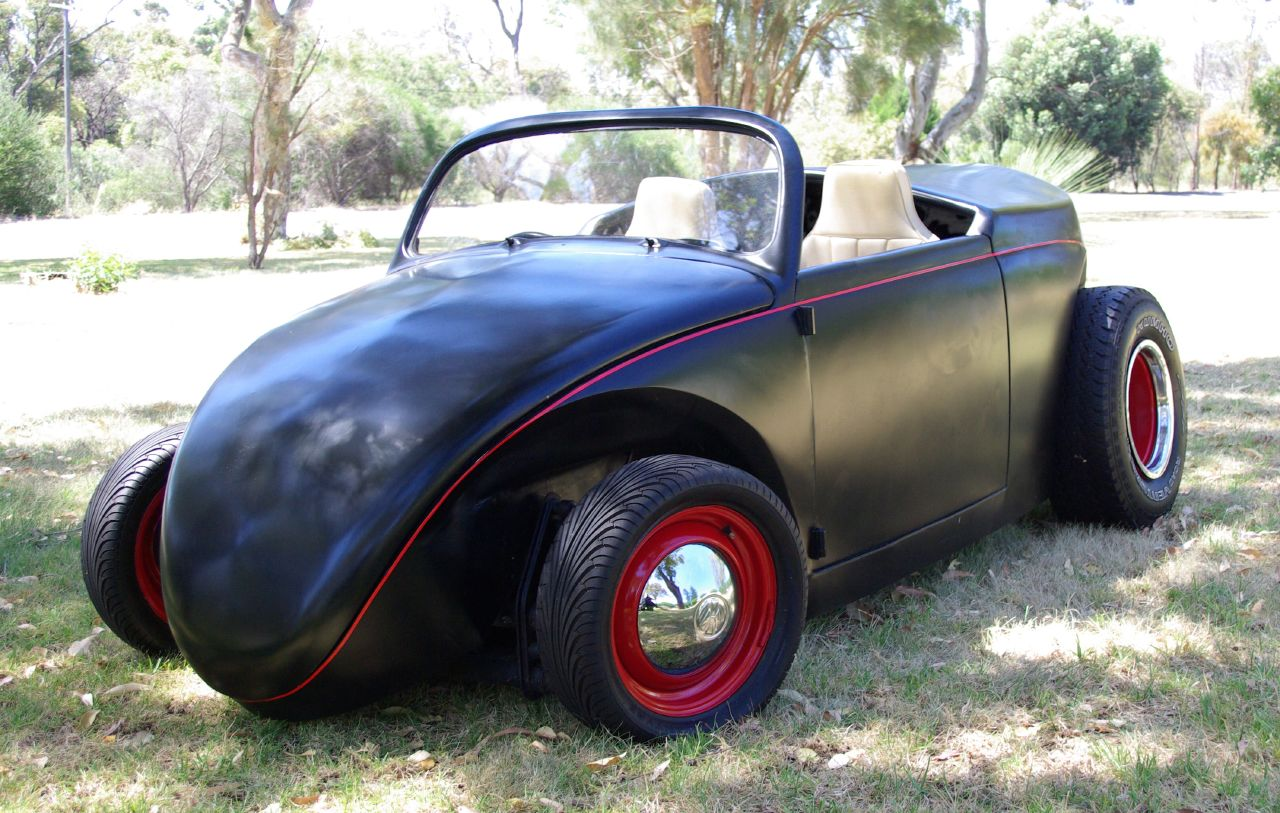
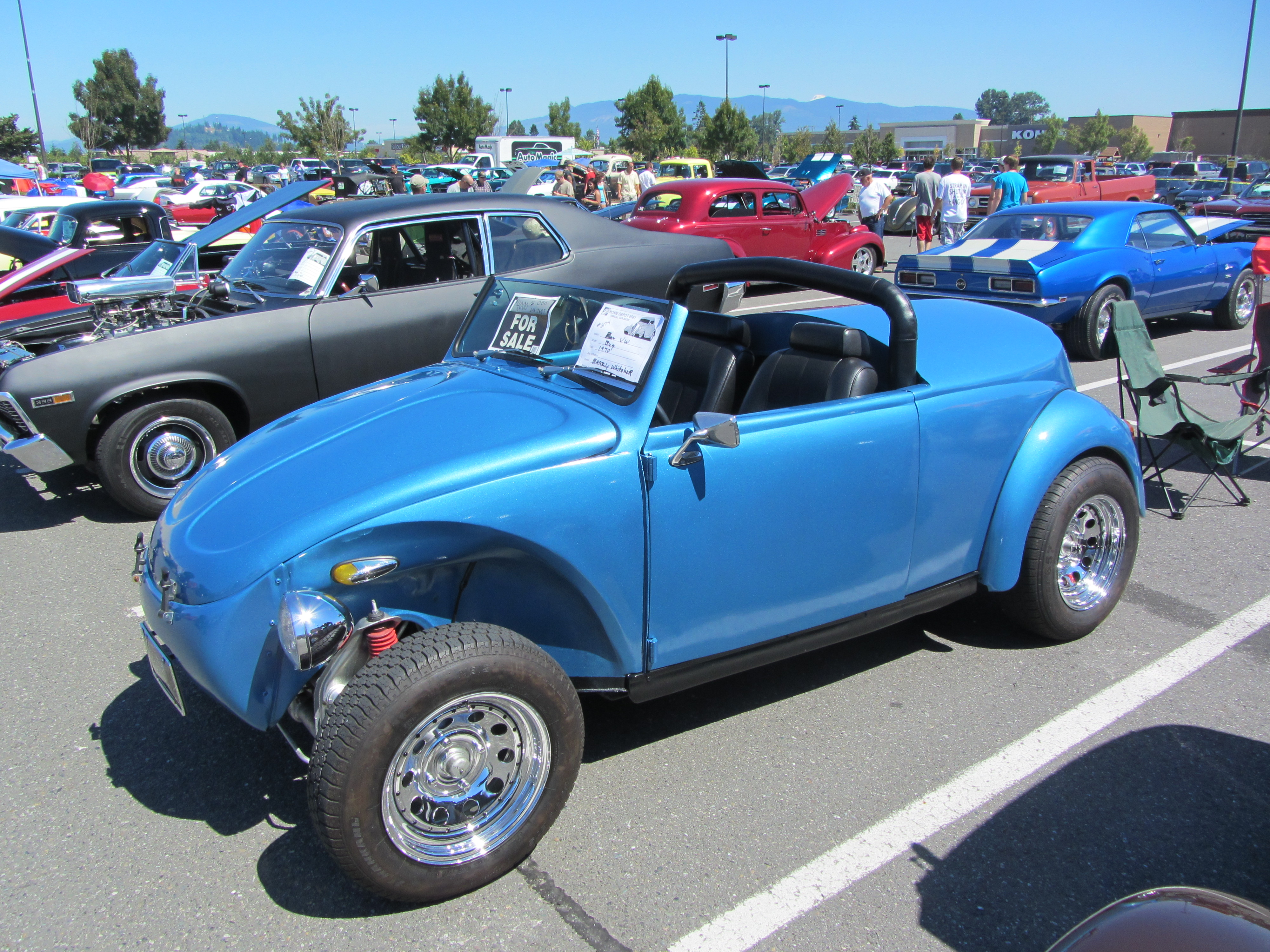
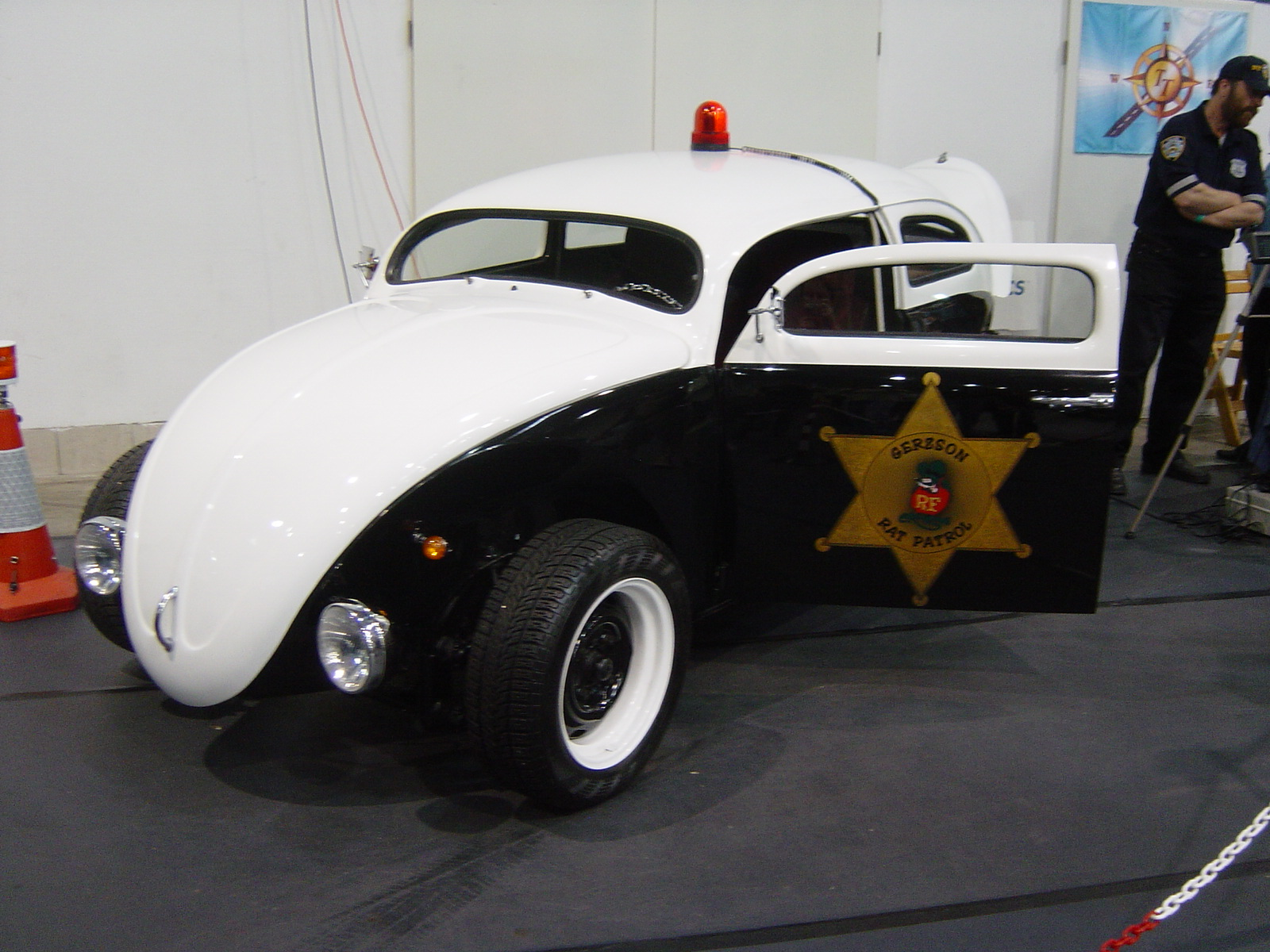
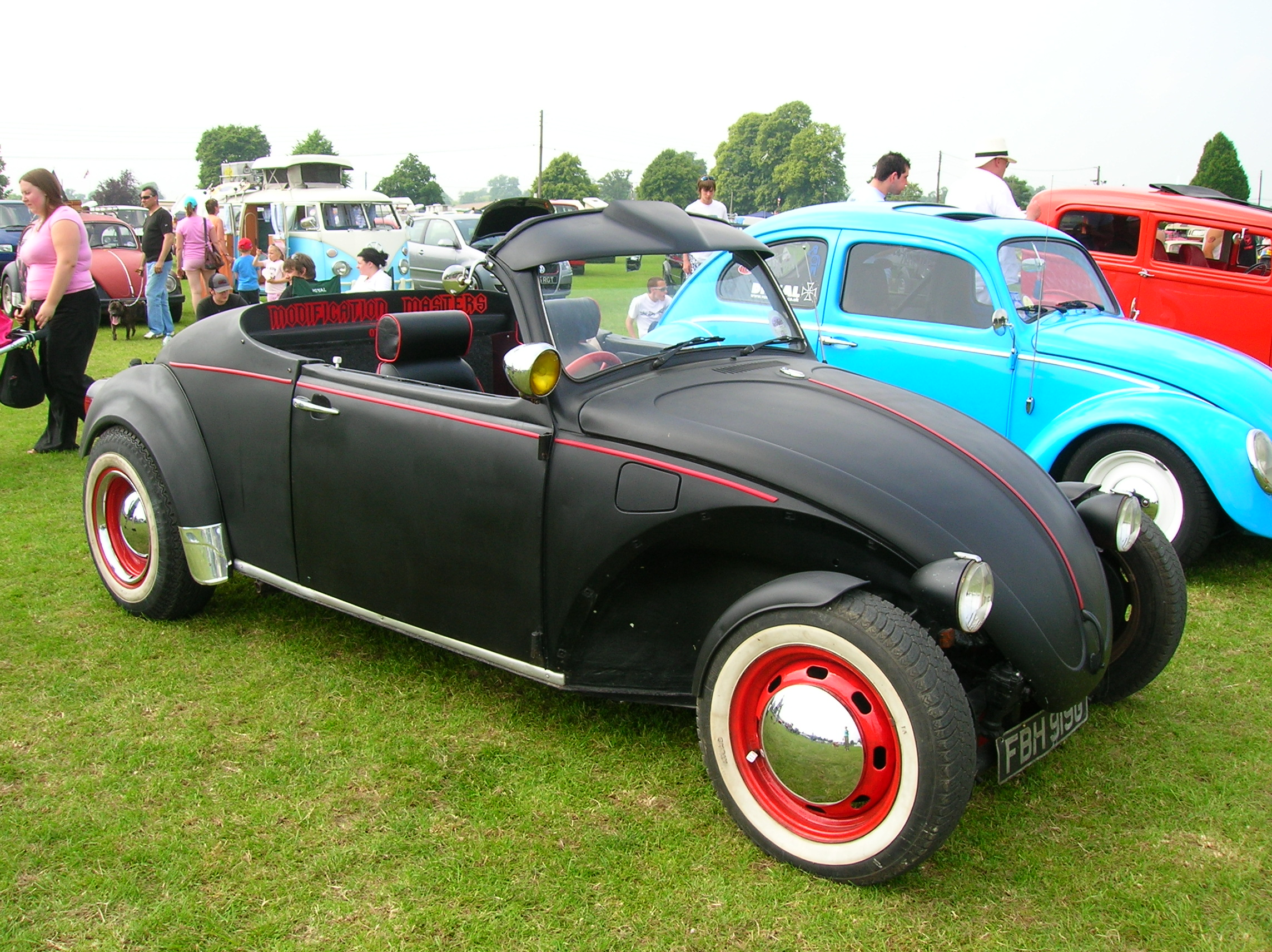
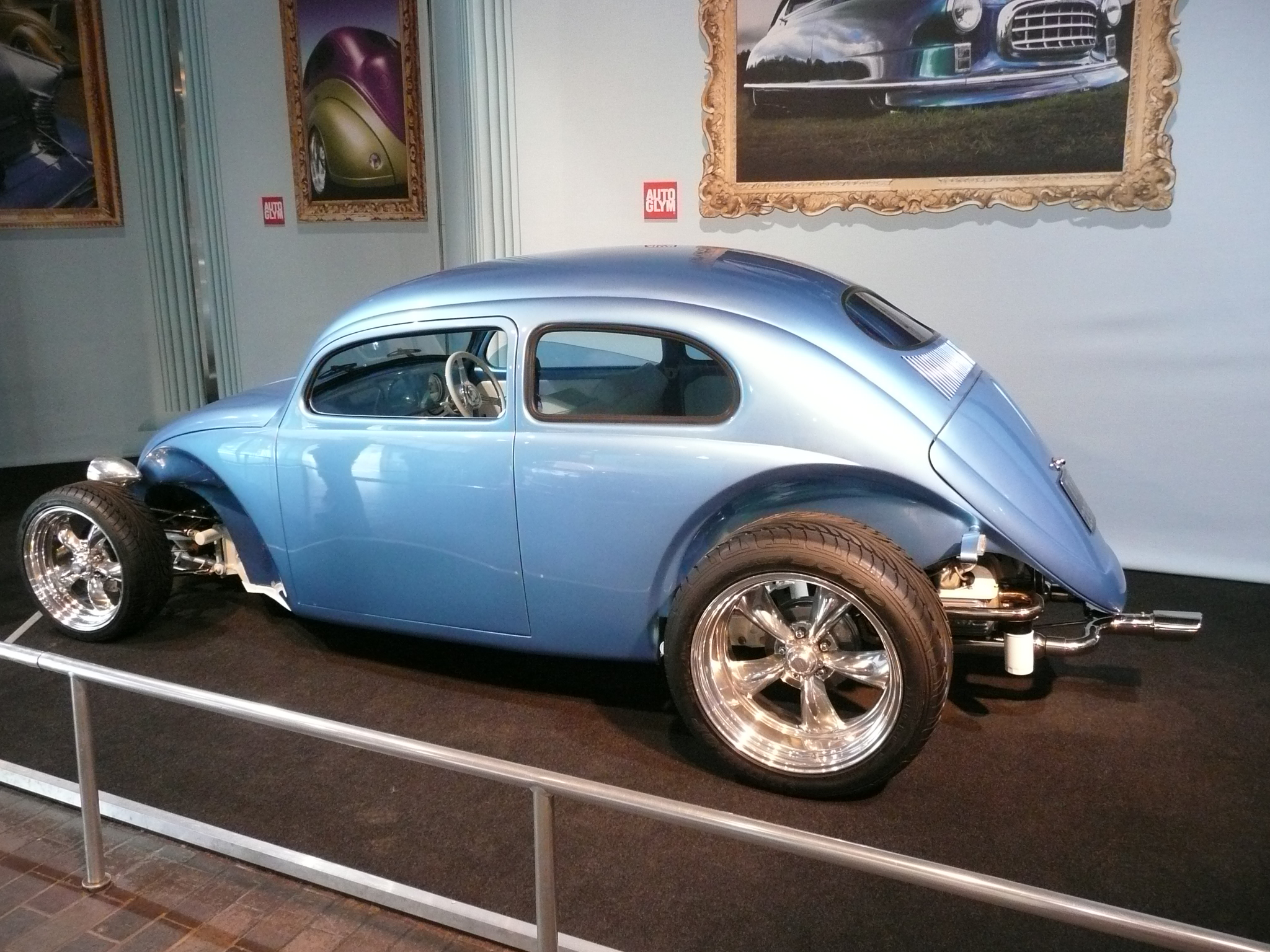

## Variantes
Les carrosseries sont parfois totalement modifiées, et quelques variantes rares et anecdotiques existent à base de Volkswagen New Beetle, Volkswagen Golf, Volkswagen Combi, ou Volkswagen Karmann Ghia.

Variantes de carrosseries
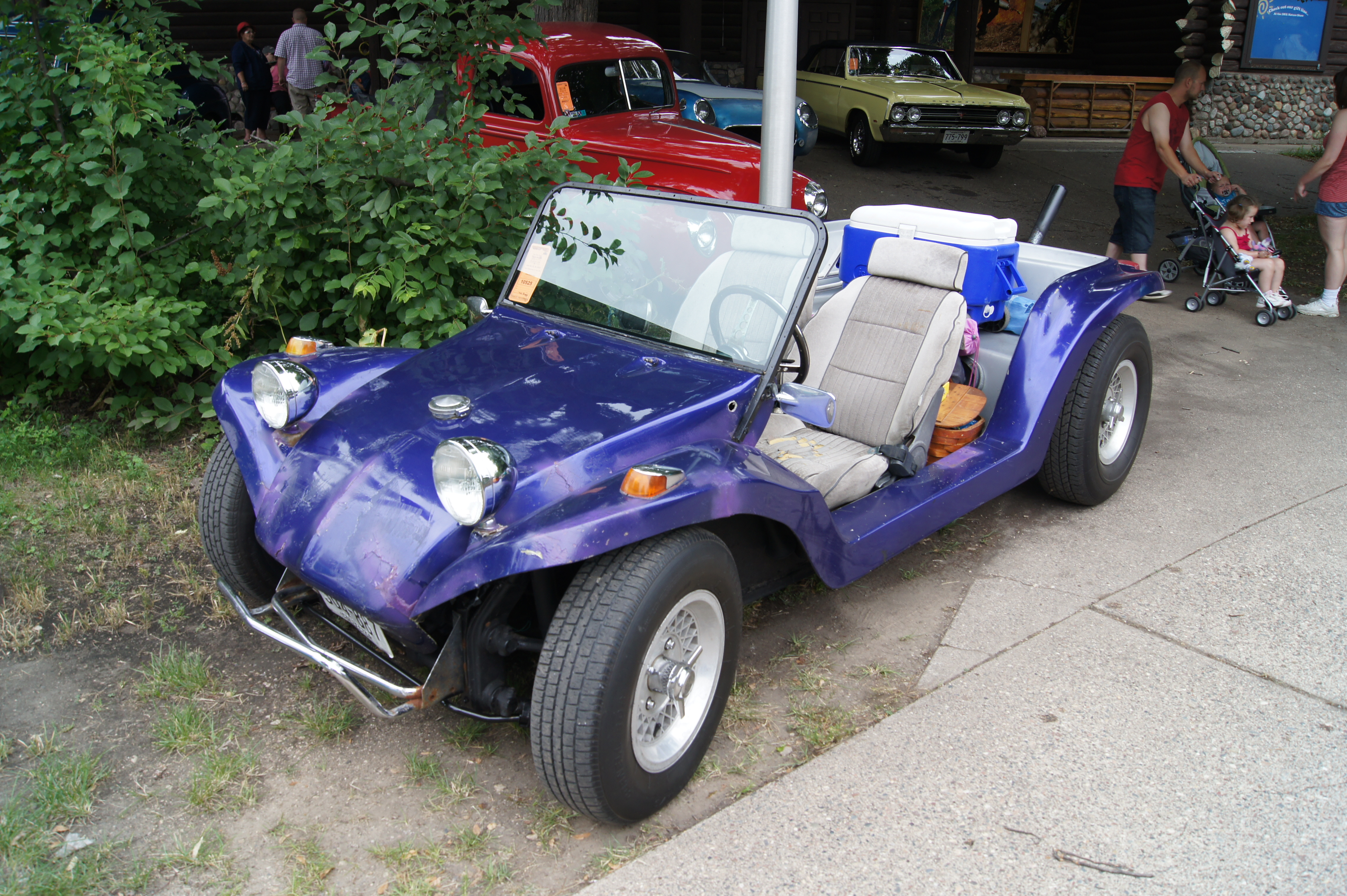
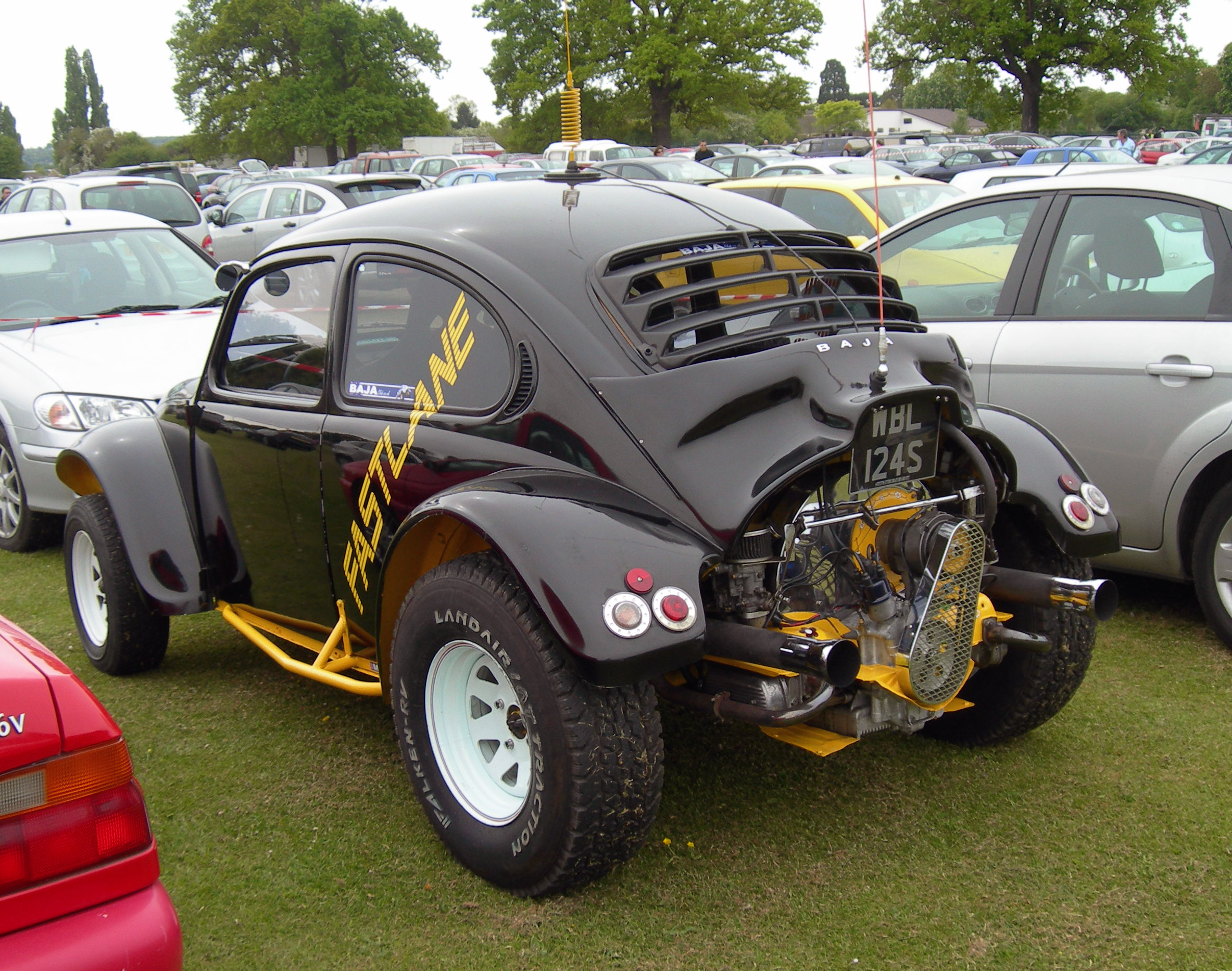
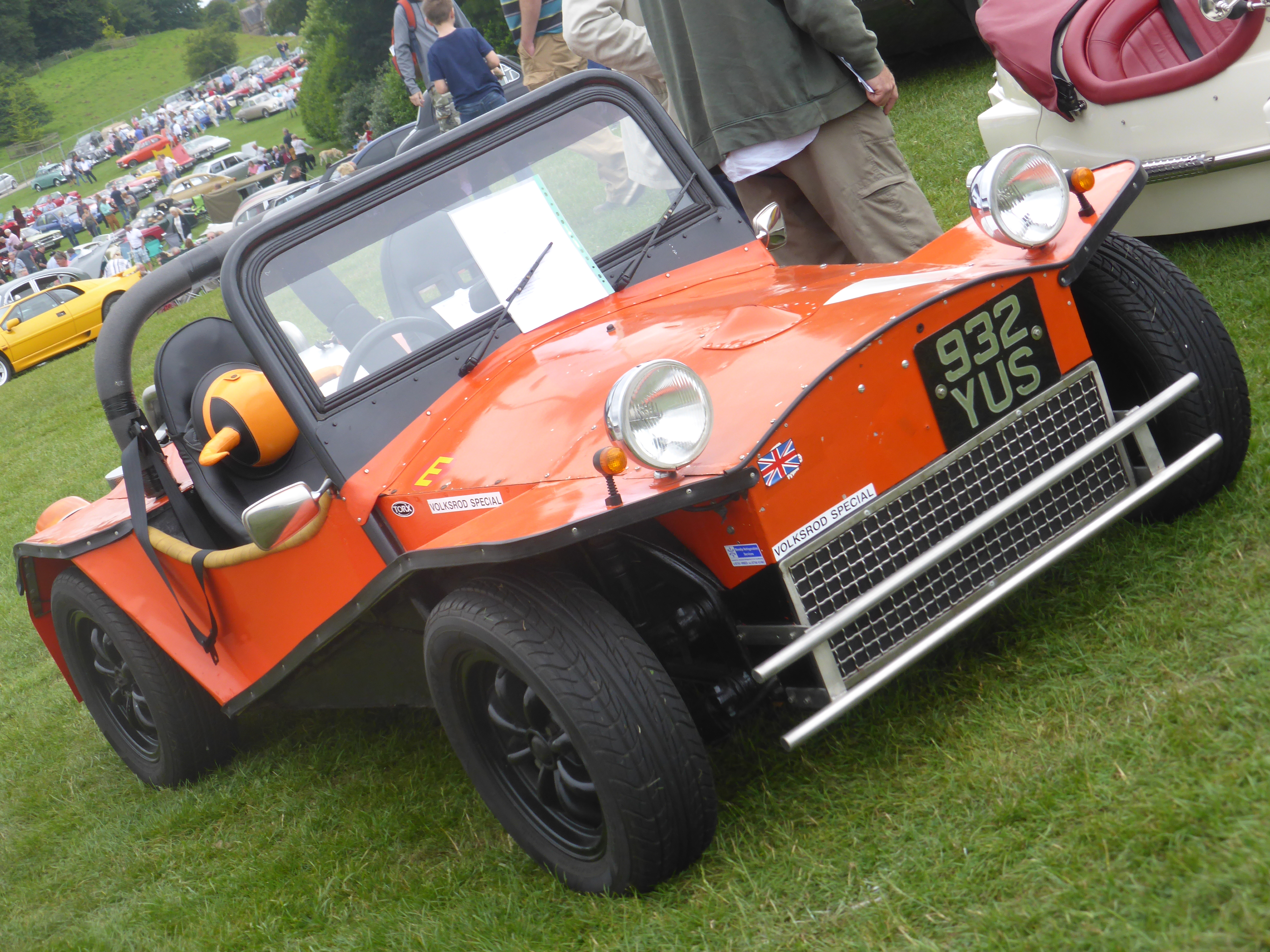
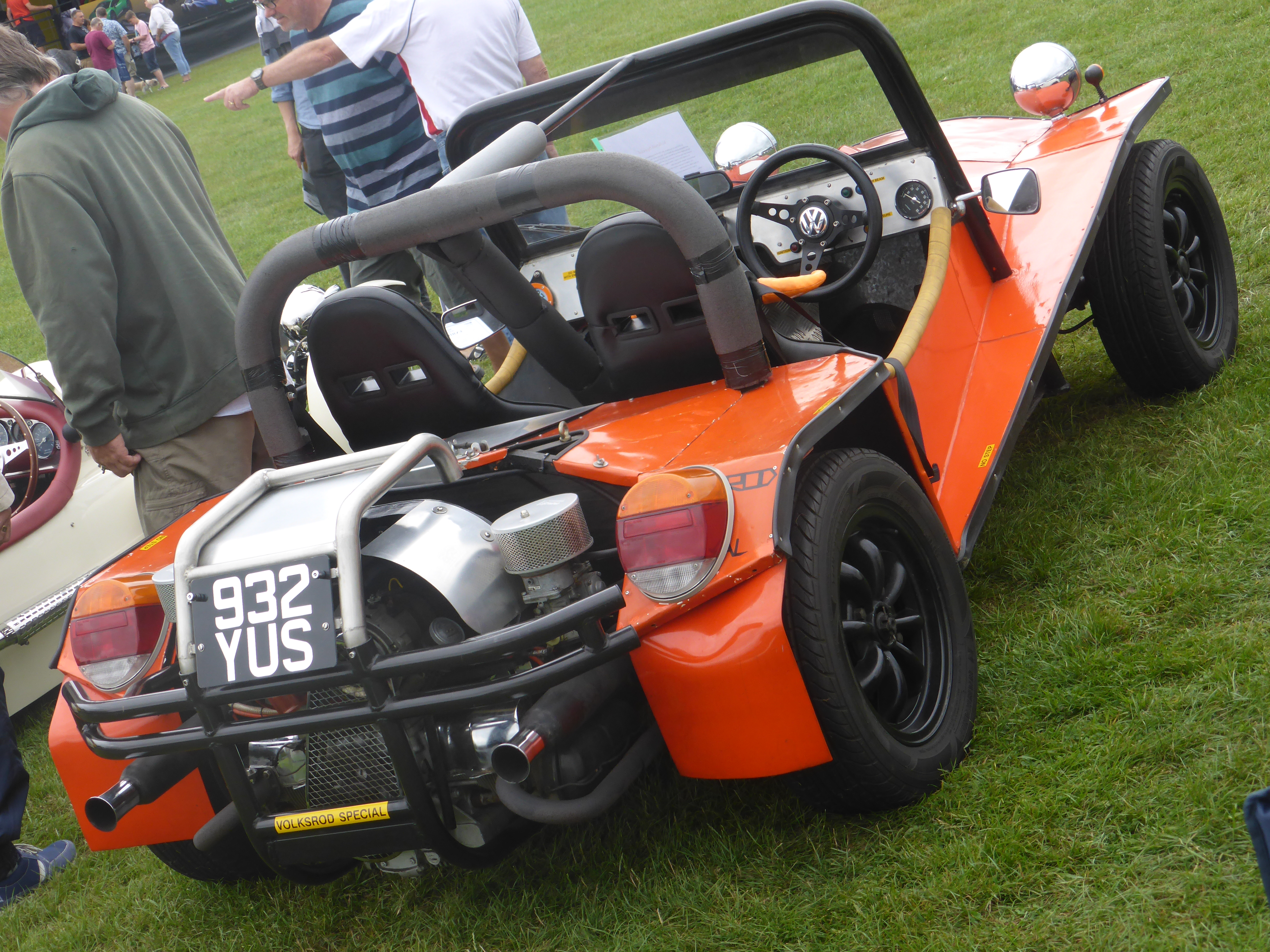
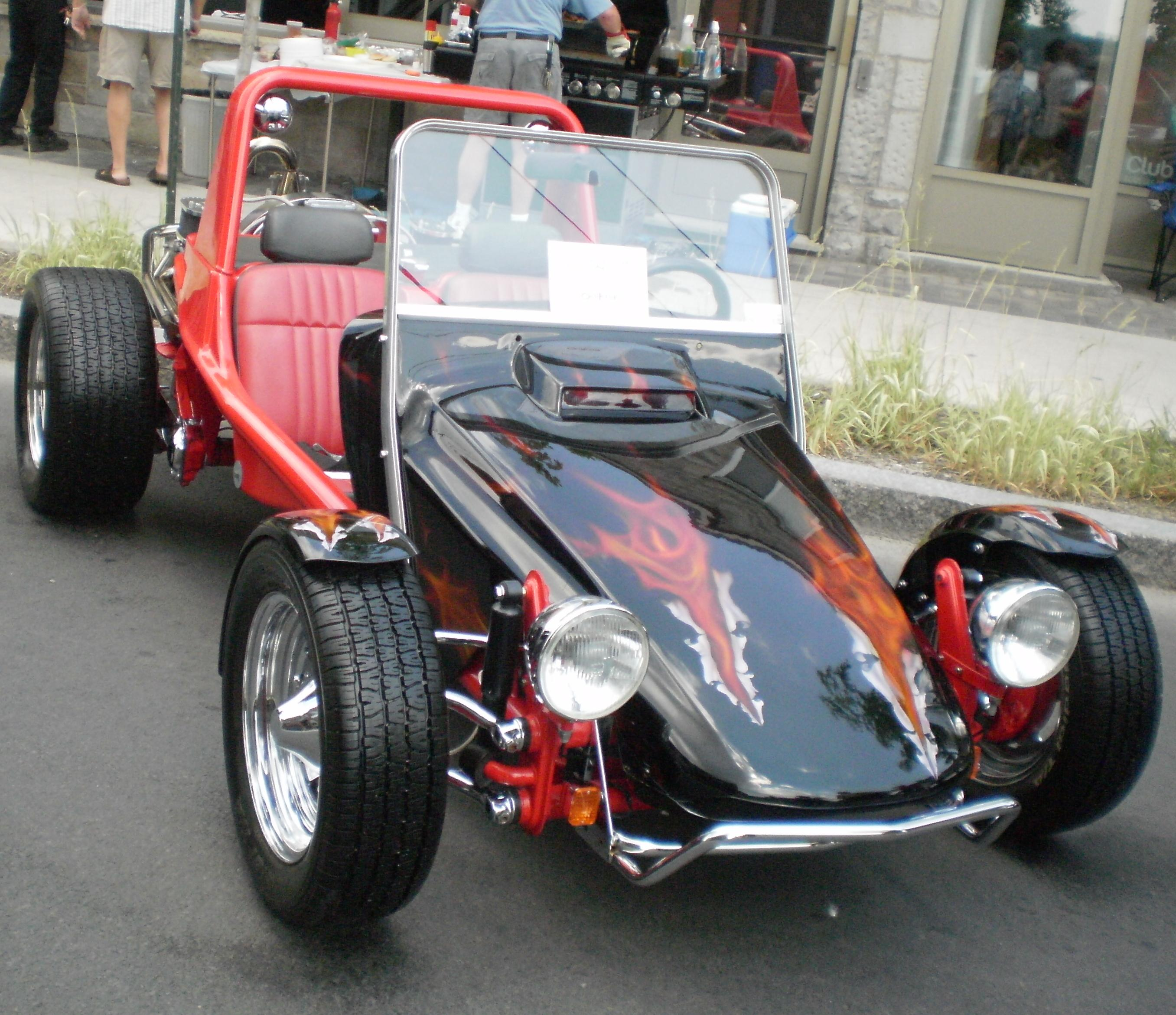
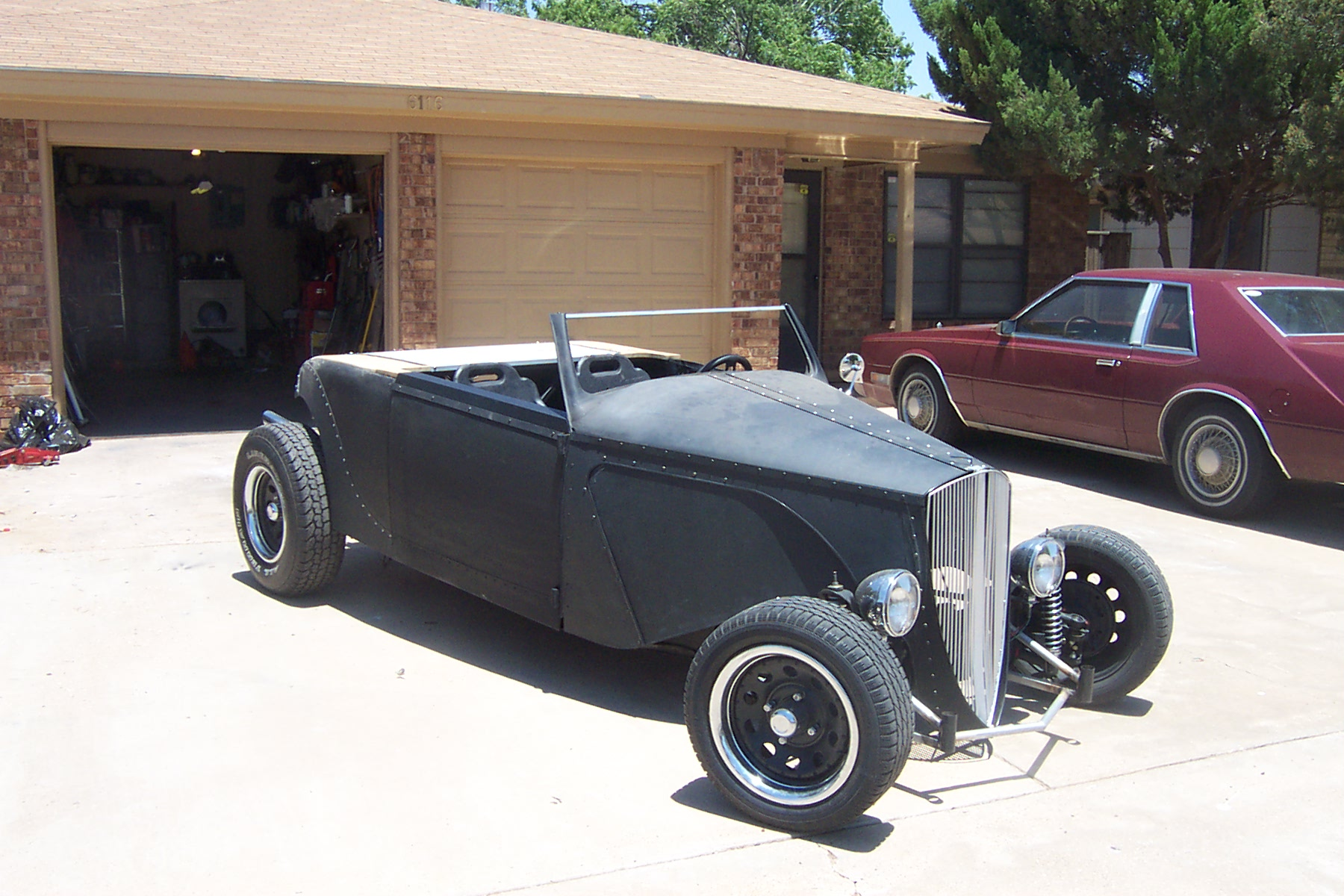